# Journée naturelle
Journée naturelle è un cortometraggio del 1947 diretto da Alain Resnais e basato sulla vita del pittore tedesco Max Ernst.